# Gerasimovich (månekrater)
Gerasimovich er et nedslagskrater på Månen. Det befinder sig på Månens bagside og er opkaldt efter den russiske astronom Boris Gerasimovitj (1889 – 1937).
Navnet blev officielt tildelt af den Internationale Astronomiske Union (IAU) i 1970. 

## Omgivelser
Gerasimovichkrateret ligger bag Månens vestlige rand, vest-nordvest for det umådelige Mare Orientale nedslagsbassin. Det ydre dække af "udkastninger" fra dette nedslag når næsten helt til randen af Gerasimovich. Nærliggende betydende kratere er Houzeau mod nord og det mindre Ellerman mod sydøst.

## Karakteristika
Kraterets ydre rand er nedslidt og eroderet, fordi den er blevet modificeret og omformet af nedslag i nærheden. Det meget yngre krater "Gerasimovich D" ligger over den nordøstlige rand og ligger nær centrum af et uordentligt dække af aflejringer med højere albedo. Lige vest-sydvest for kraterranden ligger det unge "Gerasimovich R", der har skarp rand. Kraterbunden i Gerasimovich er irregulær nær randen og er mærket af adskillige småkratere.

## Satellitkratere
De kratere, som kaldes satellitter, er små kratere beliggende i eller nær hovedkrateret. Deres dannelse er sædvanligvis sket uafhængigt af dette, men de får samme navn som hovedkrateret med tilføjelse af et stort bogstav. På kort over Månen er det en konvention at identificere dem ved at placere dette bogstav på den side af satellitkraterets midte, som ligger nærmest hovedkrateret. Gerasimovichkrateret har følgende satellitkratere:
| Gerasimovich | Længde  | Bredde   | Diameter |
| ------------ | ------- | -------- | -------- |
| D            | 22,3° S | 121,6° V | 26 km    |
| R            | 24,1° S | 125,9° V | 55 km    |

## Måneatlas
- Billeder af Gerasimovichkrateret i LPI-måneatlasset